# Гријанте
Гријанте (итал. Griante) је насеље у Италији у округу Комо, региону Ломбардија.
Према процени из 2011. у насељу је живело 616 становника. Насеље се налази на надморској висини од 240 м.

## Становништво
| 1936. | 1951. | 1961. | 1971. | 1981. | 1991. | 2001. | 2011. |
| ----- | ----- | ----- | ----- | ----- | ----- | ----- | ----- |
| 912   | 876   | 803   | 802   | 767   | 762   | 695   | 623   |